# 拉丁美洲塔
拉丁美洲塔（西班牙語：Torre Latinoamericana）是位于墨西哥城历史中心的一座摩天大厦。它高166米，为这座城市最重要的地标之一。 它是国际上公认的世界上第一个在强地震带成功建造的主要的摩天大厦。这座摩天大楼经受住了8.1级的1985年墨西哥城大地震，没有损坏， 而市中心的其他一些建筑都遭到了损坏。 
拉丁美洲塔曾作为墨西哥最高的竣工建筑，历时近27年，从1956年开业直到1982年，214米高的墨西哥石油公司總部大樓竣工。虽然墨西哥酒店（现为墨西哥城世贸中心）的高度在十年前就已经超过，但要到1994年才竣工。

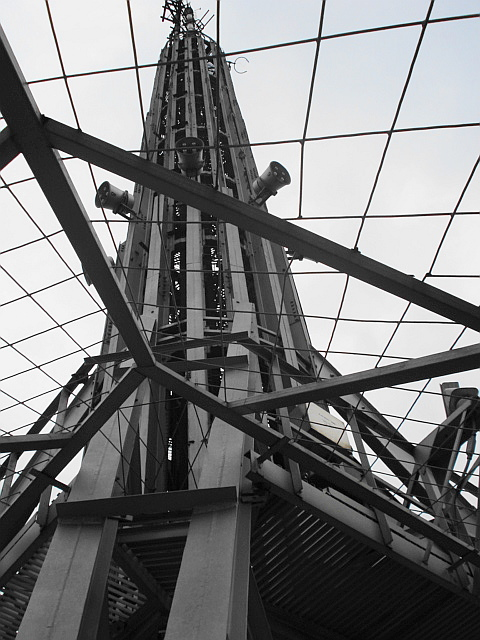

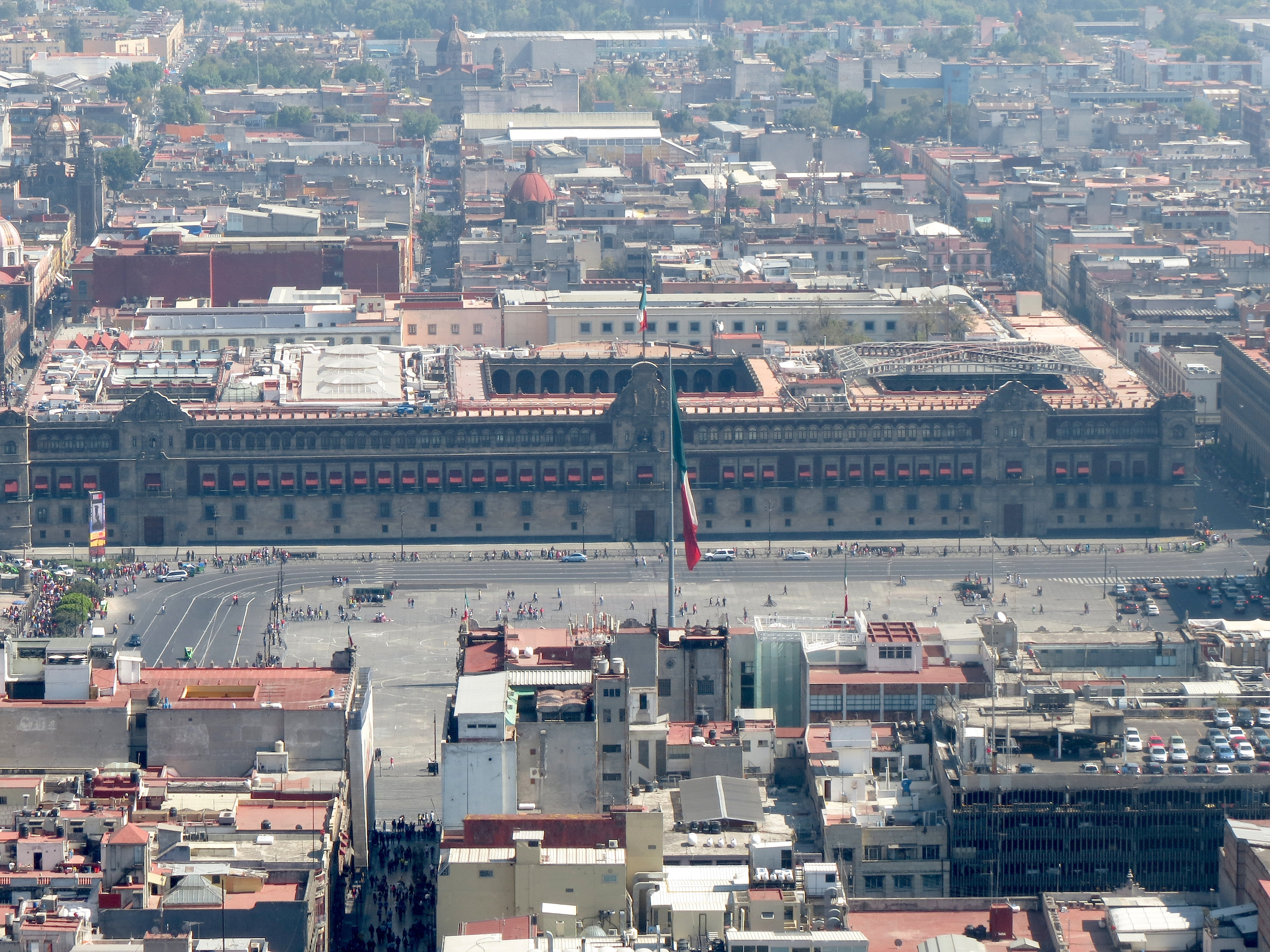
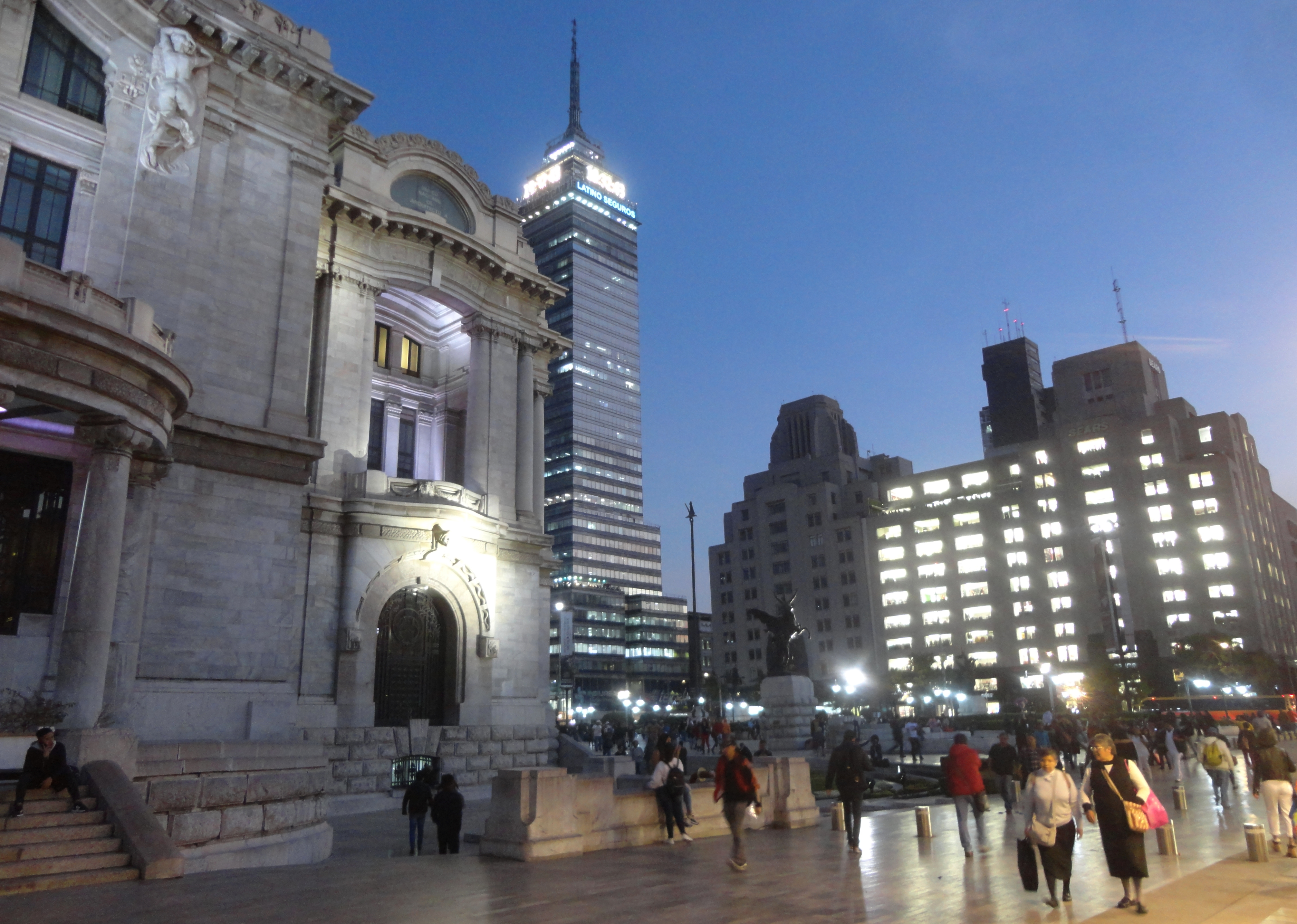
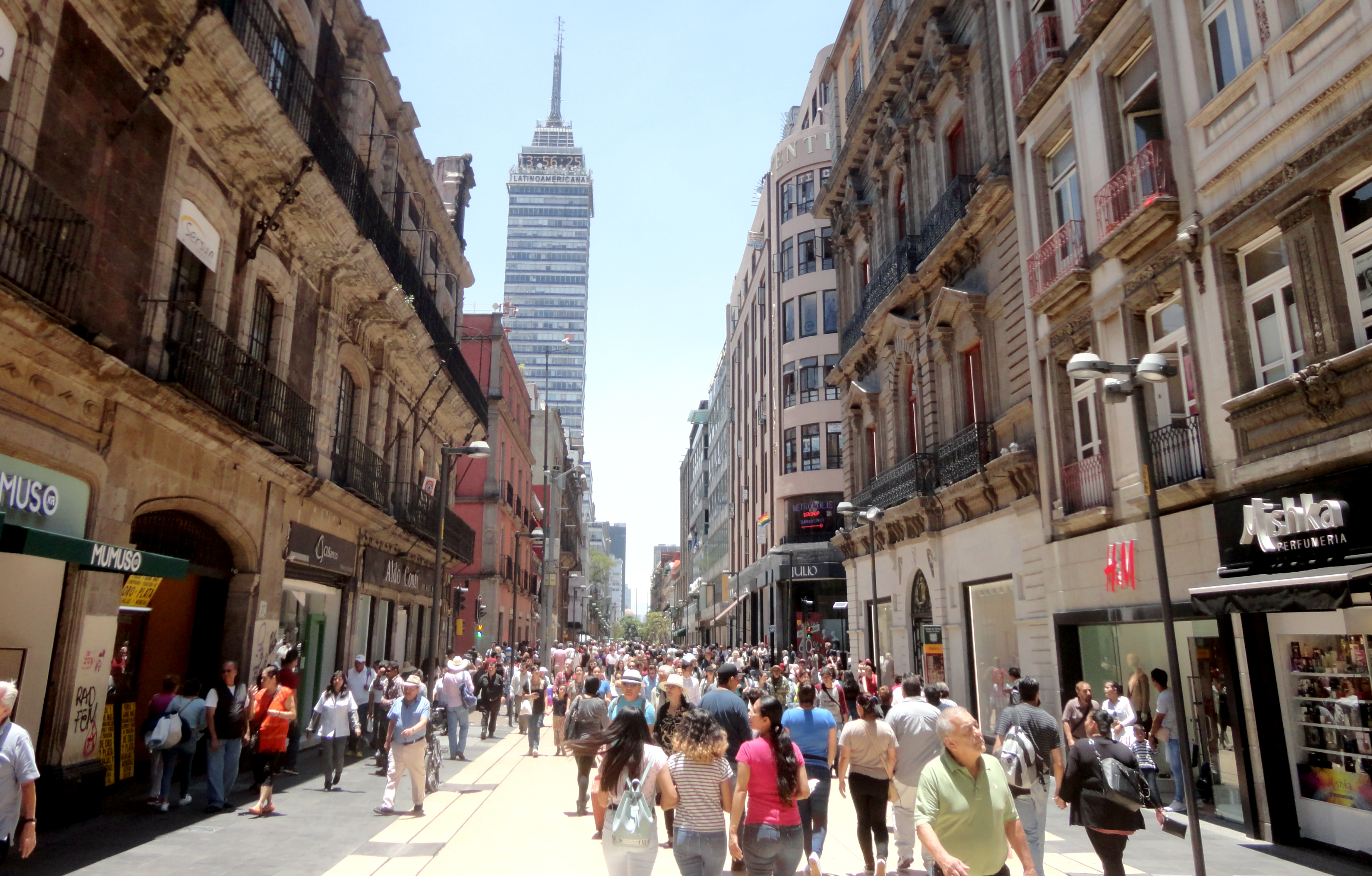
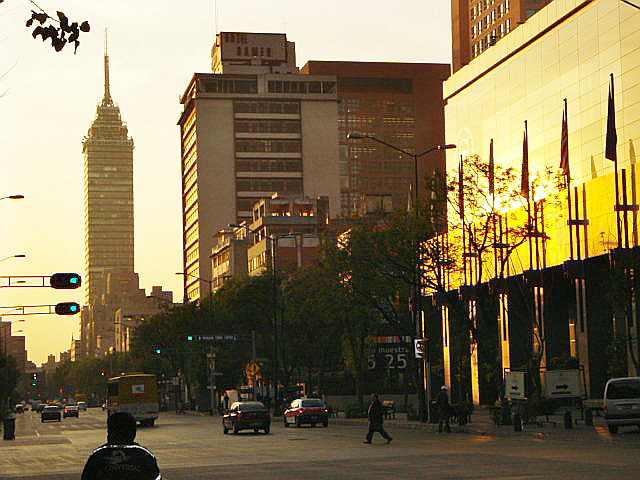
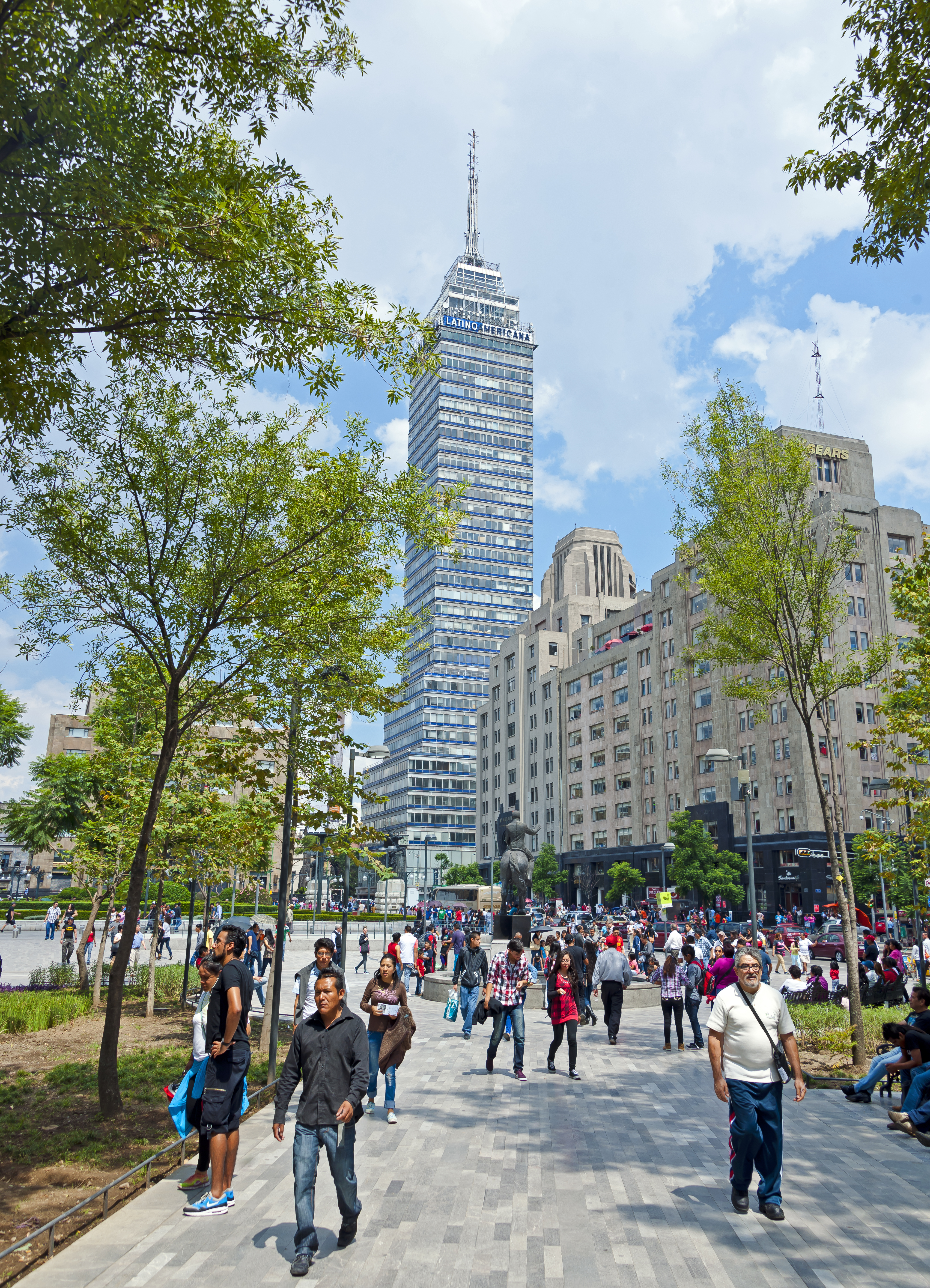
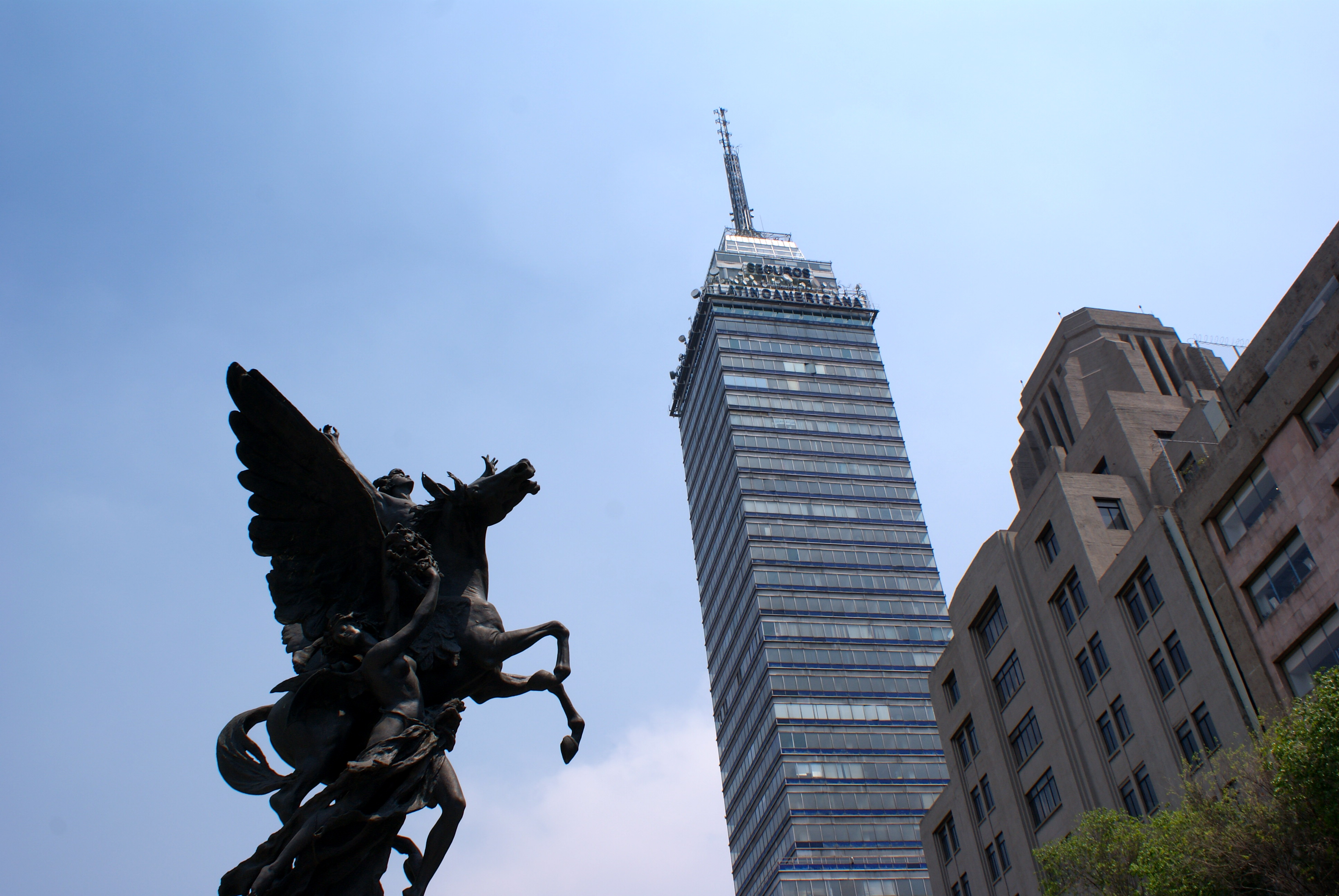
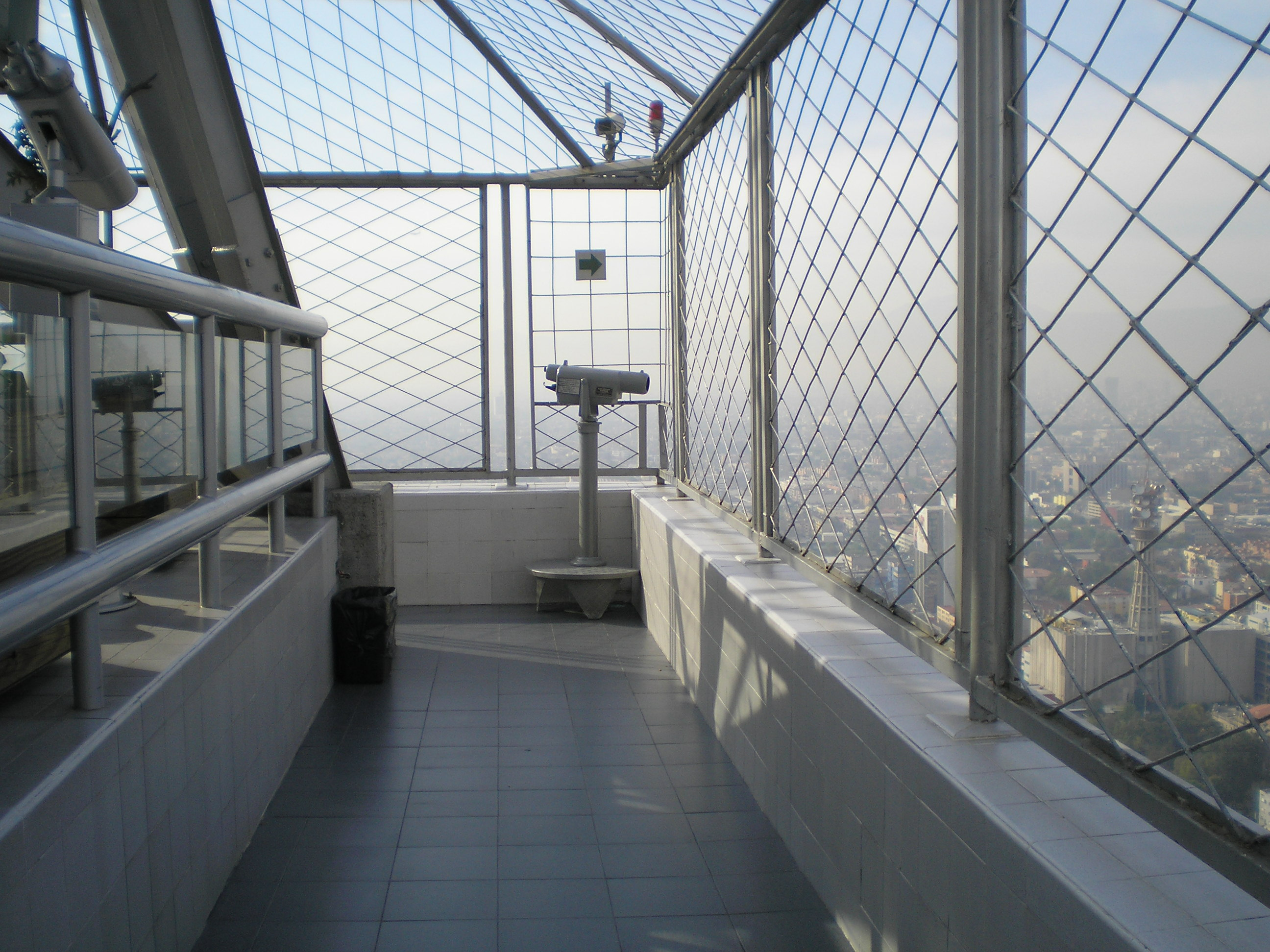
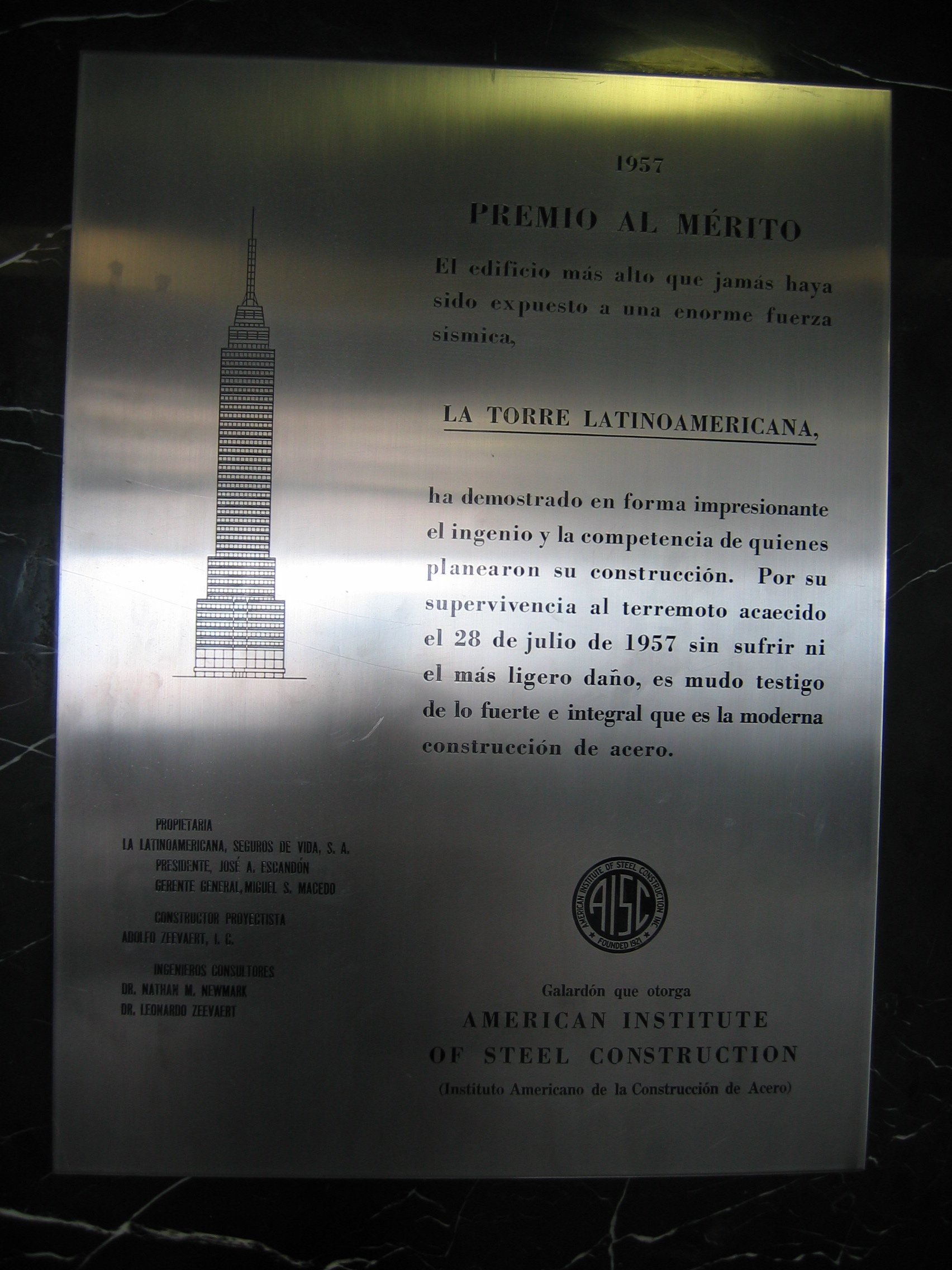